# Rosemary Brown (spirite)
Pour les articles homonymes, voir Rosemary Brown et Brown.
Rosemary Isabel Brown, née Rosemary Dickeson le 27 juillet 1916 à Stockwell dans la banlieue sud-ouest de Londres et morte le 16 novembre 2001 dans cette même ville, est une compositrice, pianiste et médium spiritualiste britannique qui, de son vivant, prétendait entrer en communication post mortem avec nombre de compositeurs décédés qui l’auraient expressément sollicitée depuis l’au-delà à dessein présomptif de prouver l’existence d’une vie après la mort. À cet effet, ils lui auraient demandé de retranscrire toute une série de nouvelles œuvres musicales de leur cru, à caractère inédit. Elle fait l’objet d’un certain buzz médiatique au cours des années 1970 en présentant publiquement des compositions qui, selon elle, lui auraient été dictées par Claude Debussy, Edvard Grieg, Franz Liszt, Franz Schubert, Frédéric Chopin, Igor Stravinsky, Jean-Sébastien Bach, Johannes Brahms, Ludwig van Beethoven, Robert Schumann et Sergueï Rachmaninov.

## Biographie

### Premières années
Rosemary Isabel Dickeson naît à Londres en 1916. À l’âge de 15 ans, elle est d’abord embauchée par les services postaux britanniques avant de travailler pour une cantine scolaire. En 1948, elle acquiert un piano droit d’occasion et prend des cours pendant trois ans. En 1952, elle épouse Charles Philip Brown, un scientifique œuvrant pour le compte du gouvernement. L’union donne naissance à un fils — Tom Brown — et une fille. En 1961, elle perd à tour de rôle sa mère, puis son mari,. Elle commence dès lors à s’investir davantage dans le « spiritualisme » dont la pensée émergente tend désormais à prévaloir au sein de quelque mouvement assimilable au New Age.

### Émergence d’alléguées facultés médiumniques
Plusieurs membres de l’environnement familial de Rosemary Brown auraient développé des dispositions spiritualistes. Baignée de cette ambiance, c’est à partir de l’âge de sept ans que la jeune fille commence, elle aussi, à communiquer avec le monde des esprits et, plus particulièrement, ceux émanant de musiciens disparus. Elle raconte qu’un jour un être aux longs cheveux blancs affublé d’une longue soutane noire tombant en cascade lui apparaît en lui confiant être compositeur. Ce n’est qu’une dizaine d’années plus tard, relate-t-elle, qu’elle y reconnaîtra Franz Liszt à la faveur d’une photographie. Elle se remémore alors le fait que le compositeur lui avait confié, en son temps, qu’il ferait d’elle une musicienne accomplie.

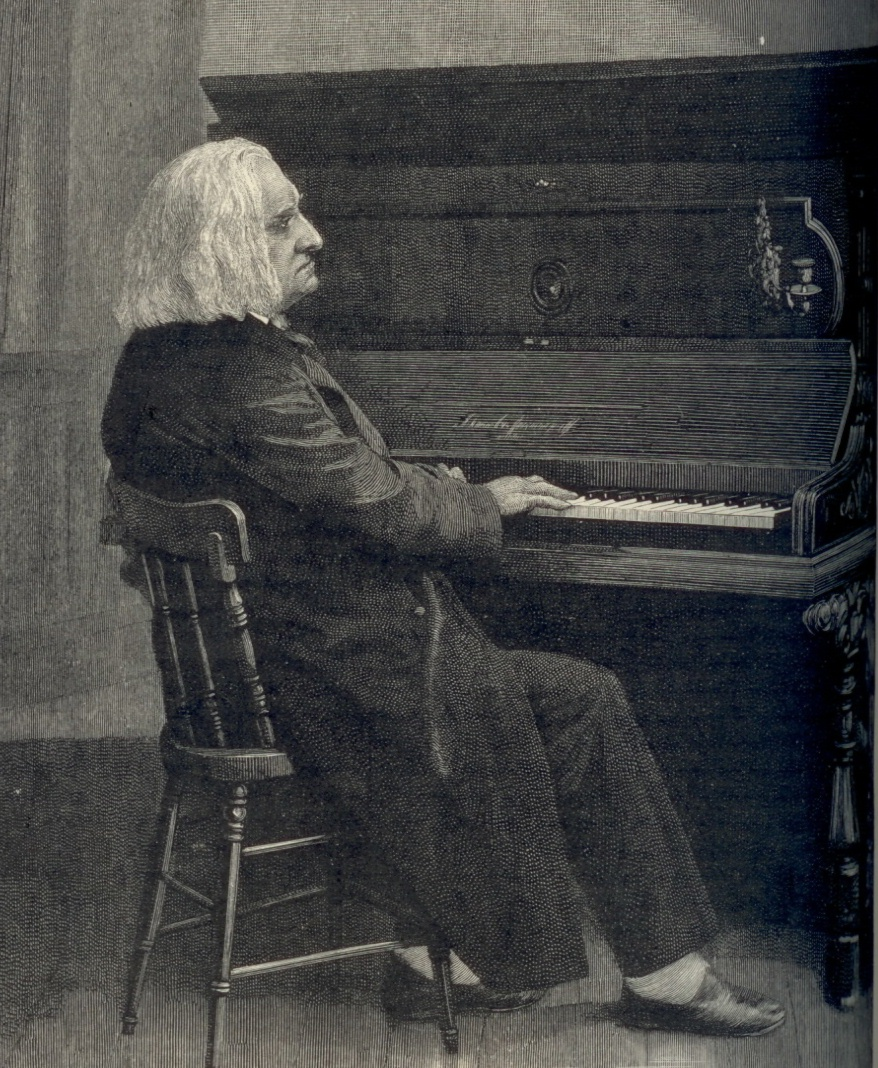
Franz Liszt, l’un des musiciens d’outre-tombe avec qui Rosemary Brown prétend avoir réussi à établir une communication.

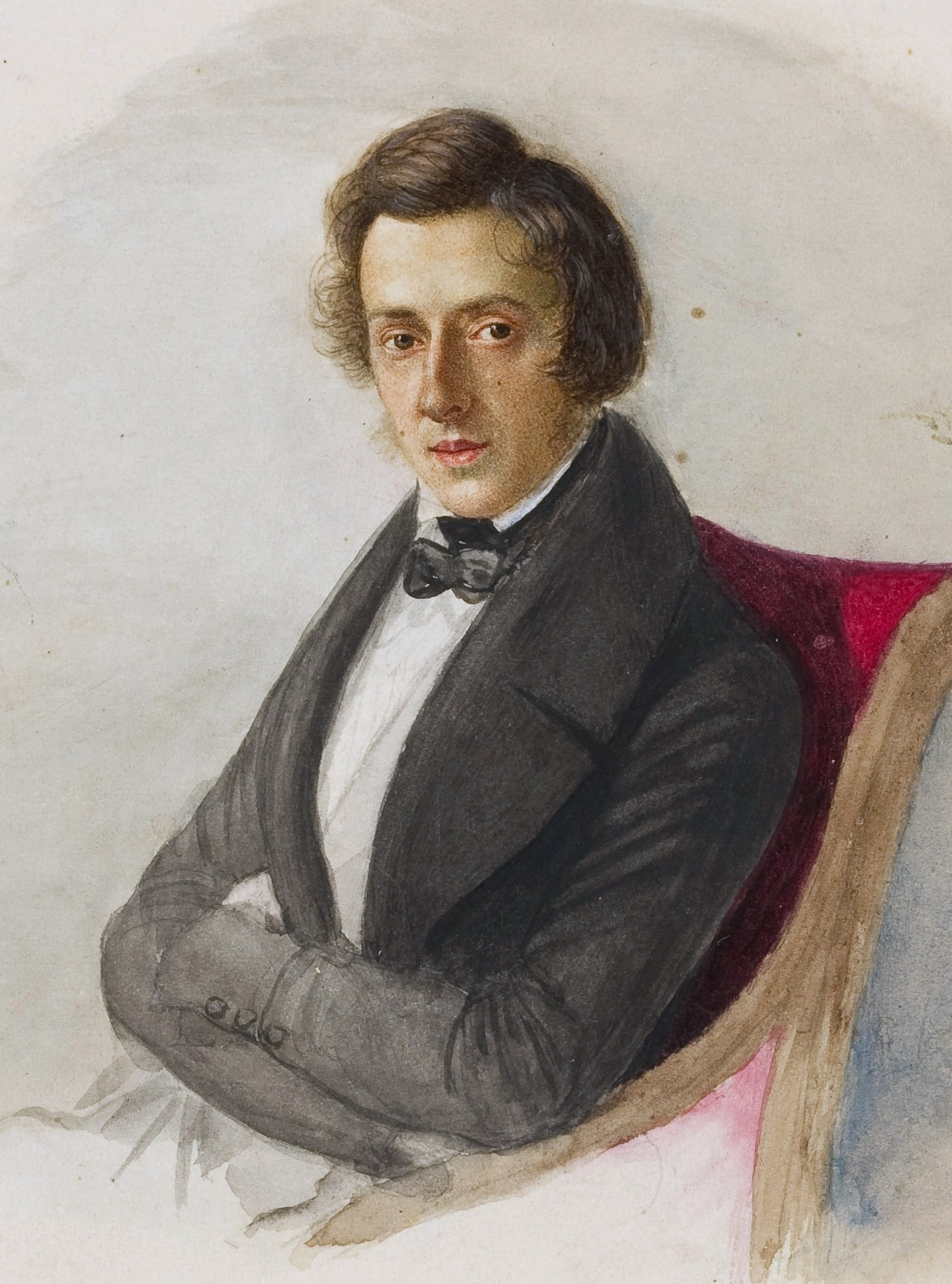
Frédéric Chopin qui, lors de ses nombreuses prétendues visites depuis l’autre monde, aurait également dicté à Rosemary Brown un certain nombre d’œuvres, dont plusieurs mazurkas et études ainsi qu’une Fantaisie-Impromptu.

En 1964, Liszt aurait repris contact avec Rosemary Brown pour lui demander de bien vouloir s’attacher à retranscrire le fruit de compositions originales qui lui seraient dictées par l’entremise post mortem émanant de célèbres musiciens disparus. Dans son livre Look beyond today, Rosemary Brown rapporte que Liszt lui aurait alors confié que le but desdits compositeurs viserait à lui insuffler — par voie de médiumnité — des œuvres musicales « à la signature stylistique aisément identifiable » à dessein d’attester l’existence d’une hypothétique vie après la mort. C’est ainsi qu’au cours des six années suivantes, elle « retranscrit » plus de 400 pièces qu’elle prétend réceptionner d’outre-tombe. Elle « restitue » dès lors par ce biais des œuvres inédites virtuellement signées par Johannes Brahms, Jean-Sébastien Bach, Sergueï Rachmaninov, Franz Schubert, Edvard Grieg, Claude Debussy, Frédéric Chopin, Robert Schumann, Ludwig van Beethoven, Wolfgang Amadeus Mozart et Franz Liszt. Parmi ce florilège figurent notamment une sonate de 40 pages attribuée à Franz Schubert, une Fantaisie-Impromptu en trois mouvements imputée à Frédéric Chopin ainsi que 12 Lieder — qui lui auraient conjointement été insufflés par Schubert — auxquels s’ajoutent deux sonates et deux symphonies imparties à Ludwig van Beethoven.
Elle précise que chaque compositeur adopte une manière de procéder qui lui est propre :
- Liszt prend le contrôle de ses mains[V 1] durant quelques mesures, puis lui demande de retranscrire après-coup le résultat exécuté sur partition[R 4].
- Quant à Chopin, il lui « inocule » chaque note en articulant ses doigts sur les touches ad hoc du clavier[R 4].
- La technique utilisée par Schubert diffère de celles mises en œuvre par ses confrères puisqu’il se contente de « chantonner » sa musique.
- Beethoven et Bach, eux, énoncent oralement le nom de chaque note[R 5], à l’instar d’un processus mathématique[H 6].

Rosemary Brown précise que chaque compositeur s’adresse à elle systématiquement en anglais.

### Publications
Rosemary Brown est l’auteur de trois ouvrages parmi lesquels figure le titre Unfinished Symphonies, au sujet duquel l’évêque anglican de Southwark, en la personne d’Arthur Mervyn Stockwood (en), rédige une partie de son avant-propos comme suit : 

« À une époque où l’esprit des hommes se retrouve prisonnier d’un matérialisme ambiant induit par l’environnement dans lequel il baigne, là même où l’Église peine tellement à les orienter vers la beauté d’une existence plus noble, les expériences de Rosemary Brown représentent à la fois un défi et un signe bienvenus destinés à celles et ceux qui réussiront à y entrevoir une ouverture vers d’autres hémisphères. Il existe en effet un monde invisible qui prévaut bien au-delà du nôtre. Si une telle certitude pouvait nous imprégner, notre vie sur terre s’écoulerait à l’aune d’une éternité radieuse,. »

L’un des autres titres, Look beyond today, paru en 1982, rédigé en collaboration avec Sandra White, se voit annexé, quelques années plus tard, en 1989, de 5 cassette-audio distribuées par Kay Oakland. L’une d’entre elles se pare d’une chanson au demeurant inconnue du palmarès de John Lennon puisque revendiquée comme inédite par Rosemary Brown qui affirme avoir réussi à en capter la musique et les paroles depuis l’outre-tombe.
À ce jour, la majeure partie des centaines d’œuvres musicales « composées » par Rosemay Brown demeure à l’état latent de partitions manuscrites « retranscrites » mais jamais publiées. Néanmoins, une vingtaine d’entre elles est éditée en Allemagne par Keturi Musikverlag dont le catalogue inclut notamment la pièce pour piano solo intitulée Lyric que Rosemary Brown attribue à Sergueï Rachmaninov et dont les premières mesures, interprétées par Howard Shelley, illustrent le préambule du film Music from the beyond?.
Des pianistes-concertistes tels que Peter Katin,, Mary Firth,, Claus Jørgensens, Philip Gammon, Howard Shelley, Cristina Ortiz, John Lill (en) et Leslie Howard ont enregistré quelques-unes des compositions de Brown pour le disque, et les programment, en outre, dans leurs récitals.

### Recensions critiques
Les affirmations irrationnelles de Brown — au regard des facettes médiumniques qu’elle revendique et dont les alléguées facultés paranormales lui permettraient, selon elle, de réussir à entrer en communication avec des esprits désincarnés — se voient contestées par les sceptiques,.
En effet, après s’être davantage penché sur les fondements présidant à l’élaboration des « œuvres » concernées, nombre de musicologues et psychologues en arrivent à la conclusion commune selon laquelle les soi-disant « créations inédites » allusivement revendiquées par Rosemary Brown comme provenant, selon elle, d’un « autre monde » sont, en réalité, beaucoup plus vraisemblablement imputables à de simples imitations musicales issues des sphères inconscientes dont la compositrice en herbe ne réaliserait même pas formellement l’évidence.
Dans leur livre Anomalistic Psychology : A Study of Magical Thinking publié en 1989, Leonard Zusne et Warren H. Jones relèvent que même si « Brown a écrit des centaines de pièces de musique soi-disant dictées par divers compositeurs, il ne s’agit en réalité que d’œuvres de modeste facture tout juste « passables » voire de qualité franchement « médiocres », certes élaborées peu ou prou dans le style desdits compositeurs, mais calquées et remaniées à la lumière de morceaux préexistants. »

Dans le même ordre d’idée, le professeur de psychologie John Sloboda (en) argue que la musique de Brown offre « le cas le plus convaincant de composition inconsciente à grande échelle. ». Il formule son diagnostic de la manière suivante : 

« Le cas le plus convaincant de la « composition inconsciente » à grande échelle est celui de Rosemary Brown qui affirme recevoir sous forme de dictée des compositions émanant de compositeurs disparus. Les œuvres ainsi produites, principalement pour le piano, sont assurément cohérentes et caractéristiques des divers compositeurs qu’elle nomme. Bien qu’elle soit une pianiste raisonnablement compétente, coutumière du répertoire pianistique classique et romantique, elle ne possède aucune formation formelle à la composition. Ses récits oraux et sa technique d’écriture sont compatibles avec un processus de dictée littérale note par note. Aussi, à moins qu’elle ne soit l’auteur d’un canular élaboré qui perdure depuis plusieurs années, ses compositions fournissent-elles la preuve irréfutable de la possibilité de composer inconsciemment à large spectre. »

Le musicologue Denis Matthews (en) compare la musique de Brown à de « sympathiques pastiches » tout en laissant implicitement entendre que Rosemary Brown se borne à « recréer » des compositions « à la manière de ».
Alan Rich, critique musical au magazine New York, conclut, après écoute d’un enregistrement privé de pièces pour piano de Brown, qu’il s’agit tout bonnement de reprises — de niveau inférieur — puisées et remaniées à partir de compositions rendues publiques bien avant elle.

Le psychologue Robert Kastenbaum, après analyse des compositions musicales de Brown, en vient même à douter que leur contenu puisse être dicté à celle-ci par la moindre incarnation émanant de quelque compositeur reconnu : 

« Il n’y a aucun thème fondateur, aucune structure complexe, aucune profondeur de sentiment et encore moins d’innovation harmonique, tonale ou rythmique. Au cours de leur séjour sur terre, les compositeurs ont non seulement écrit de la musique, mais ils ont en outre contribué au développement magistral d’innovations destinées à magnifier l’art du clavier. L’une des caractéristiques qui, de leur vivant, les rendaient remarquables résidait essentiellement dans leur imprévisibilité. En effet, chacune de leurs créations augurait un nouveau champ d’exploration encore inexploité dans le domaine de la sensibilité ou de la technique musicale dont ils offraient la démonstration. Inversement, dans le présent cas de figure, les talents originels qu’ils essaimaient jadis semblent s’être littéralement volatilisés dans le néant au risque de tomber en désuétude. Chez Rosemary Brown, rien de nouveau sous le soleil, rien d’inattendu qui, de près ou de loin, ne parviendrait, ne fût-ce que symboliquement, à enrichir le palmarès d’antan. En somme, rien de surprenant ne parvient à se greffer post-mortem sur la trame des génies de jadis, si ce n’est assurément le manque consternant de surprises dont les prétendues « compositions » de Rosemary Brown font état. »

Le même Kastenbaum suggère en outre une hypothèse selon laquelle les compositeurs allusivement évoqués correspondraient plus vraisemblablement à des personnalités secondaires directement issues du subconscient de Rosemary Brown.

L’ensemble de ces paramètres se voit cependant contredit par Wilhelm Tenhaeff, psychologue et professeur de parapsychologie à l’université d'Utrecht qui, ayant supervisé un protocole diagnostique et psychiatrique effectué sur la personne de Rosemary Brown, en arrive à la conclusion que le sujet examiné présente toutes les caractéristiques d’une personne mentalement saine et émotionnellement équilibrée. Il déclare en outre : 

### Assomptions

#### Sheller
« On est intrigués de voir une personne comme ça recevant des messages, mais on peut se demander ce qui se passe. Je crois qu’il ne s’agit pas de supercherie... c’est trop difficile à écrire... la musique. [...] Le cas de Rosemary Brown, ça m’a conforté dans l’idée d’une inspiration qui est au-dessus de toutes les techniques, elle en apporte les témoignages, c’est plus ou moins convaincant, mais ça veut bien dire qu’il y a quand même quelque chose ailleurs. »

— William Sheller

#### Lignon
« Eh bien moi, j’ai une autre hypothèse — et c’est peut-être le seul être humain à propos duquel on peut émettre cette hypothèse — et on va dire qu’elle est audacieuse, mais ça ne me pose pas problème, les hypothèses audacieuses, pour peu qu’on soit rigoureux quand on les étudie : ce n’est pas de la voyance, c’est peut-être une mutation de personnalité, c’est-à-dire qu’à certains moments, Madame Brown — Mrs. Brown — devenait Liszt, devenait Bach et donc, par conséquent, s’il y avait une mutation dans sa personnalité, si elle devenait Liszt, quoi d’étonnant à ce qu’elle ait écrit du Liszt ? Moi, je m’en tiens à cette hypothèse-là. »

— Yves Lignon

### Conjectures
Quand bien même Brown aurait originellement affirmé n’avoir jamais bénéficié de la moindre formation musicale, hormis quelques leçons de piano, l’enquêteur voué au paranormal Harry Edwards récuse, lui, carrément de telles assertions en soutenant diamétralement leur contraire. Il émet en outre le constat suivant : « Ce n’est pas parce qu’une œuvre musicale est écrite et interprétée conformément au style d’un compositeur en particulier que celui-ci s’en avérerait pour autant à l’origine de sa création. »
Idem pour la presse consacrée à Rosemary Brown qui met en exergue un certain nombre de renseignements contredisant son prétendu manque d’éducation musicale. À l’origine, elle déclare n’avoir bénéficié d’aucun enseignement à cet égard ; plus tard, on rapporte qu’elle n’aurait suivi que quelques années de cours de musique... puis elle reconnaît enfin appartenir à une lignée de musiciens qui ont fait d’elle une pianiste et musicienne relativement qualifiée.
Le psychologue Andrew Neher écrit qu’« enfant, elle appréciait la musique [et qu’]il y avait un piano dans la maison familiale. Sa mère jouait du piano et la petite Rosemary prenait elle-même des leçons en conséquence. Ces éléments contextuels — joint aux fréquents accroissements de facultés sensorielles développées par certains états modifiés de conscience — pourrait contribuer à mieux comprendre les fondements de son aptitude accrue envers la composition musicale ».

Le Dr Keith Parsons — qui tente de décrypter la controverse par le biais d’une étude documentaire consacrée Rosemary Brown assortie de plusieurs extraits musicaux associés aux « compositions » en question — écrit : 

« Rosemary, à la fois médium reconnue par les uns, contestée par les autres, voire l’une des femmes les plus étranges que le XXe siècle ait connu. Elle prétend canaliser la musique émanant de plus d’une douzaine de compositeurs classiques décédés et mondialement connus. Elle est l’auteur de plus de 1000 œuvres musicales qu’elle leur attribue à eux seuls et non à elle-même. Le but poursuivi par ces disparus viserait, selon elle, à prouver leur survivance dans une autre dimension, postulant ainsi qu’il existerait une alléguée vie après la mort. Plusieurs interrogations demeurent néanmoins en suspens : qui est véritablement à l’origine de cette musique ? l’a-elle vraiment composée elle-même ? »

## Œuvres

### Livres
- (en) Unfinished Symphonies : Voices from the Beyond [« Symphonies inachevées : voix de l’au-delà »], New York, William Morrow, 1971, avant-propos d’Arthur Mervyn Stockwood (en), évêque de Southwark ; le livre est concomitamment publié la même année à Londres chez Souvenir Press (LCCN 75880539) (ISBN 978-0-688-02697-4, LCCN 78151911)
  - Version française : Rosemary Brown (trad. de l'anglais par Florent B Peiré), En communication avec l’au-delà [« Unfinished symphonies, voices from the beyond »], Paris, éd. J’ai lu, coll. « L’Aventure mystérieuse » (no 293), 1972, 187 p. (OCLC 462142443, BNF 35150750)
- (en) Immortals at My Elbow [« Les immortels à mon chevet »], Londres, Bachman & Turner, 1974 (réimpr. 1975, c1974 à Chicago, c/o H. Regnery Co. sous le titre Immortals by my side (LCCN 75013248) (OCLC 1735316)) (1re éd. 1974), 239 p. (ISBN 978-0-85974-019-7, LCCN 75305549) [présentation en ligne] [lire en ligne] Le fichier — encrypté au format DAISY et contenant l’entièreté de l’ouvrage — peut être téléchargé à partir d’une archive [zip] puis, après décompression, un logiciel permettant de lire le format SMIL est alors implicitement requis.
- (en) Look Beyond Today [« Par-delà l’horizon »], New York, Bantam Press, 1986, ouvrage rédigé en collaboration avec Sandra White (ISBN 0-593-01041-8, EAN 9780593010419, OCLC 925692893)
  - Complément audio : Look Beyond Today [audio], Sydney, Australian Listening Library, 1989, distribution : Kay Oakland, contient 5 audiocassettes, dont une chanson inédite que Rosemary Brown revendique lui avoir été insufflée d’outre-tombe par John Lennon en personne, 1 7/8 ips, 2 track, mono (OCLC 219810124)

### Compositions musicales prétendument attribuées à...
Frédéric Chopin
- Étude en Fm[M 5]
- Mazurka en AM[M 3]
- Mazurka no 12 en Gm[M 6]
- Polonaise en Em[M 7]
- Ballade en EM[M 4]

Franz Liszt
- Grüberlei[M 8] (FM)
- Jesus walking on the water[M 9]

## Sources

### Vidéographie
- (en) « Nationwide profiled composer and spiritualist Rosemary Brown, who channelled her music from dead composers » [« Nationwide dresse le portrait de la compositrice spirite Rosemary Brown qui retranscrit de la musique émanant de compositeurs disparus par voie de canal médiumnique »] (publié par BBC Archives (en)), Nationwide, BBC News,‎ 1970 (lire en ligne [vidéo])
- (en) David Frost, The David Frost Show, Aired Weekdays 12:00 AM Sep 23, 1971 on CBS, 23 septembre 1971, saison 4, épisode 4 (présentation en ligne, lire en ligne), TV Guide Kentucky Edition, WLKY Ch. 32 Louisville (ABC), pp. 381, 387 « David’s guests are actor Arthur Hill, comedian David Brenner, sportscaster Jim McKay (en), English pianist Rosemary Brown—a woman who claims she has communicated with Mozart and other spirits of dead composers, Major General Jeanne Marjorie Holm—the first female General in the U.S. Air Force, and John Stokey and D.W. Bennett who recently completed a canoe trip around New York City. »

- (en) The Amazing Kreskin (en), « Kreskin meets Rosemary Brown, medium musician », « The Amazing World of Kreskin (en) », Ottawa, CJOH-DT studios, CTV Television Network,‎ selon les sources : 13, 16 ou 17 janvier 1972, saison 1 (une autre source contradictoire mentionne « saison 13 »), épisode no 22 (résumé), l’URL pointre directement sur le minutage vidéo concerné 08:50 à 17:18. [présentation en ligne] → [lire en ligne] [vidéo]

- (en) Klaus Keil (réalisation), Berhnard Raimond (co-réalisateur & directeur de la photographie), Peter Hilbich (ingénieur du son), Howard Shelley (piano), Peter Andreas (commentaires & conduite des entretiens), Music from the Beyond? – medial music by Rosemary Brown [« Musiques de l’au-delà dictées à Rosemary Brown par voie médiumnique »], Londres, Parafilm, 11 janvier 1976, ce reportage comporte divers entretiens incluant — outre Rosemary Brown — des personnalités telles que le professeur Dr W. H. C. Tenhaeff de l’Institut de parapsychologie affilié à l’université d'Utrecht ainsi que le professeur Ian Parrott de l’université d'Aberystwyth (lire en ligne [vidéo]), autre lien alternatif permettant d’accéder à la version originale en langue allemande : (de) ITK - Rosemary Brown : Musik aus dem Jenseits, 1976 (lire en ligne [vidéo]).
- Les 30 histoires les plus mystérieuses, TF1, 2007, émission présentée par Carole Rousseau et Jacques Legros ; avec la participation de William Sheller ; réalisation : Franck Broqua (présentation en ligne, lire en ligne [vidéo]), « Rosemary Brown : la pianiste médium »

- (nl) Tijl Beckand (nl), De tiende van Tijl (nl), AVROTROS, 11 février 2016, saison 5, épisode no 3, à visionner à partir du minutage 07:04 jusqu’à 16:23 (lire en ligne [vidéo]) [lien alternatif] « In deze aflevering: een betrouwbaarheidstest van muzikaal medium Rosemary Brown. »
- (nl) Tijl Beckand, « Tijl Beckand over Rosemary Brown », Tijd voor MAX (nl), Omroep MAX,‎ 31 août 2016 (lire en ligne [vidéo])

- (en) Dr Keith Parsons, The Rosemary Brown Mystery [« Un mystère nommé Rosemary Brown »] (documentaire), Plausible Pictures, iDigitalMedium Team, 2018 (lire en ligne [vidéo]), durée : 29:15

### Radiophonie
- Les clés du mystère, Sud Radio, 22 juin 2010, invité : Yves Lignon (écouter en ligne), « Rosemary Brown »
- Jacques Pradel, Didier Van Cauwelaert, Perrine Suquet, Margaux Agnès, Philippe Duval, Les aventuriers de l’impossible, RTL, 6 août 2014, avec, à partir du minutage 04:32, la participation d’Erik Pigani, psychothérapeute, musicien et pianiste (présentation en ligne, lire en ligne [audio]), « Rosemary Brown, artiste médium : musique posthume » [lien RTL]
- (en) Jenni Murray (presenter), Kirsty Starkey (producer), « Anne-Marie Duff in Heisenberg: The Uncertainty Principle », Woman’s Hour (en), BBC Radio 4 FM,‎ 26 octobre 2017 (résumé, écouter en ligne), le sujet consacré à Rosemary Brown débute aux alentours du minutage 34:30 : « Anne-Marie Duff on her new role, the women’s officer at Cambridge University, Latin American Women’s Aid and Christin Wismann, Chetna Makan, and ’psychic’ composer Rosemary Brown. »
- (en) Daniel Thurman, The Lambeth Waltz [« La Valse de Lamberth »] (pièce de théâtre radiophonique), BBC Radio 4, 26 octobre 2017, Rosemary Brown : Marion Bailey, Liszt : Matthew Steer (en), Sandra : Chetna Pandya, Johnny Carson : Kerry Shale (en), John Lennon : Charlie Clements (en), mise en scène : David Hunter (présentation en ligne) « A comedy featuring Rosemary Brown the psychic dinner lady from Balham to whom some of history’s greatest composers dictated new music from beyond the grave. »
- Anne Voisin, « Pièces pour piano « transmises » par la médium Rosemary Brown », Vinyle classique, France Musique,‎ 7 avril 2018 (écouter en ligne)